# Eublemma convergens
Eublemma convergens is een vlinder van de familie van de spinneruilen (Erebidae). De wetenschappelijke naam van deze soort is voor het eerst voorgesteld als Micra convergens door Francis Walker in een publicatie uit 1869.
De soort komt voor in Congo-Kinshasa.